# Campeonato Asiático de Atletismo de 2015 - Lançamento de disco masculino
A prova do lançamento de disco masculino do Campeonato Asiático de Atletismo de 2015 foi disputada no dia 6 de junho de 2015 no Wuhan Stadium em Wuhan, na China. 

## Recordes
Antes desta competição, os recordes mundiais e do campeonato nesta prova eram os seguintes:
|                       | Nome          | Nacionalidade     | Distância | Local          | Data                |
| --------------------- | ------------- | ----------------- | --------- | -------------- | ------------------- |
| Recorde mundial       | Jürgen Schult | Alemanha Oriental | 74m 08cm  | Neubrandenburg | 6 de junho de 1986  |
| Recorde do campeonato | Ehsan Haddadi | Irão              | 65m 38cm  | Amã            | 27 de julho de 2007 |
| Recorde asiático      | Ehsan Haddadi | Irão              | 69m 32cm  | Tallinn        | 3 de junho de 2008  |

## Medalhistas
| Ouro              | Prata              | Bronze               |
| Vikas Gowda (IND) | Eisa Zankawi (KUW) | Mahmoud Samimi (IRI) |

## Cronograma
Todos os horários são locais (UTC+8)
| Data       | Hora  | Evento |
| ---------- | ----- | ------ |
| 6 de junho | 15:40 | Final  |

## Final
A final da prova ocorreu dia 6 de junho às 15:40. 
| Posição           | Atleta                | Nacionalidade  | #1    | #2    | #3    | #4    | #5    | #6    | Resultados | Notas |
| ----------------- | --------------------- | -------------- | ----- | ----- | ----- | ----- | ----- | ----- | ---------- | ----- |
| Medalha de ouro   | Vikas Gowda           | Índia          | 58.25 | 59.53 | x     | 61.82 | x     | 62.03 | 62.03      |       |
| Medalha de prata  | Eisa Zankawi          | Kuwait         | 57.79 | 54.14 | 51.56 | 60.44 | 59.24 | 61.57 | 61.57      |       |
| Medalha de bronze | Mahmoud Samimi        | Irão           | 59.25 | 59.78 | x     | x     | 58.32 | x     | 59.78      |       |
| 4                 | Ahmed Mohammed Dheeb  | Catar          | 57.08 | 56.51 | 58.84 | x     | 57.41 |       | 58.84      |       |
| 5                 | Sultan Al-Dawoodi     | Arábia Saudita | 56.98 | x     | x     | 55.58 | x     | x     | 56.98      |       |
| 6                 | Wu Jian               | China          | 55.11 | x     | x     | x     | x     | 55.75 | 55.75      |       |
| 7                 | Zhang Mengjie         | China          | 53.22 | 55.69 | 55.36 | 54.85 | 54.89 | x     | 55.69      |       |
| 8                 | Arjun                 | Índia          | x     | x     | 55.47 | x     | x     | x     | 55.47      |       |
| 9                 | Mohd Irfan Shamsuddin | Malásia        | x     | 54.27 | x     |       |       |       | 54.27      |       |
| 10                | Maksat Mammedov       | Turquemenistão | 52.76 | 52.72 | 53.18 |       |       |       | 53.18      |       |
| 11                | Yuji Tsutsumi         | Japão          | 52.49 | x     | x     |       |       |       | 52.49      |       |
| 12                | Hardodi Sihombing     | Indonésia      | x     | x     | 42.09 |       |       |       | 42.09      |       |
| 13                | Ehsan Hadadi          | Irão           |       |       |       |       |       |       | DNS        |       |

Legenda
| Recorde mundial       | Recorde mundial (World record)               |                       | Recorde africano                      | Recorde africano (African) |                                           | Q | Classificado por posição (Qualified) |
| Recorde do campeonato | Recorde do campeonato (Championship record)  | Recorde da América    | Recorde da América (Americas)         | q                          | Classificado por melhor tempo (Qualified) |   |                                      |
| Melhor marca do ano   | Melhor marca do ano (World leading)          | Recorde asiático      | Recorde asiático (Asian)              | DNS                        | Não largou (Did not start)                |   |                                      |
| Recorde nacional      | Recorde nacional (National record)           | Recorde europeu       | Recorde europeu (European)            | DNF                        | Não terminou (Did not finish)             |   |                                      |
| Recorde pessoal       | Recorde pessoal do atleta (Personal best)    | Recorde da Oceania    | Recorde da Oceania (Oceania)          | DSQ / DQ                   | Desclassificado (Disqualified)            |   |                                      |
| Recorde da temporada  | Recorde da temporada do atleta (Season best) | Recorde sul-americano | Recorde sul-americano (South America) | NM                         | Sem marca (No mark)                       |   |                                      |